# Monte Perda Liana
Monte Perda Liana – szczyt, formacja skalna i pomnik przyrody na Sardyni we Włoszech, w masywie Monti del Gennargentu o wysokości 1293 m n.p.m. W 1993 objęty ochroną jako pomnik przyrody (22,30 hektara).
Jest to jedna z formacji skalnych, zwanych w lokalnym dialekcie taccu lub tònneri. Składa się z cylindrycznej wieży z wapienia dolomitowego u góry (wysokość 50 metrów, średnica 100 metrów) oraz stożkowatej formacji i podstawy u dołu, która składa się z łupków paleozoicznych (1100–1190 m n.p.m.). Jest najbardziej wysuniętym na północ odgałęzieniem płaskowyżu Tòneri.
W rejon szczytu prowadzą szlaki piesze i rowerowy Transardinia.